# Rhaphidorrhynchium aurescens
Rhaphidorrhynchium aurescens är en bladmossart som beskrevs av Bescherelle och Fleischer 1923. Rhaphidorrhynchium aurescens ingår i släktet Rhaphidorrhynchium och familjen Sematophyllaceae. Inga underarter finns listade i Catalogue of Life.